# Шаля, Херолинд
Херолинд Шаля (алб. Herolind Shala; 1 февраля 1992 года, Порсгрунн) — косоварский футболист, полузащитник турецкого клуба «ББ Эрзурумспор». Выступал за сборную Албании и сборную Косова.

## Клубная карьера
Херолинд Шаля, родившийся в норвежском городе Порсгрунн в семье выходцев из Косова, начал заниматься футболом в клубе «Нутодден». За эту команду он дебютировал в Первом дивизионе, втором уровне в системе футбольных лиг Норвегии, 1 ноября 2008 года, выйдя на замену на 89-й минуте гостевого матча против «Старта».
Летом 2011 года Шаля перешёл в клуб норвежской Типпелиги «Одд». В главной футбольной лиге страны он дебютировал 19 августа 2011 года, выйдя на замену на 91-й минуте домашнего матча против «Викинга». Спустя год он забил и свой первый гол на высшем уровне, принеся своей команде домашней победу над «Бранном» с минимальным счётом.
11 января 2015 года Шаля подписал 3,5-годичный контракт с пражской «Спартой». Летом 2015 года он на правах аренды перешёл в чешский «Слован» из Либереца.

## Карьера в сборной
Милот Рашица провёл ряд матчей за юношеские и молодёжные сборные Норвегии и Албании. 14 ноября 2014 года он дебютировал за главную национальную команду в товарищеском матче против сборной Франции, заменив на 76-й минуте Эрмира Леньяни.

## Статистика выступлений

### В сборной
| Матчи и голы Херолинда Шали за сборную Албании | Матчи и голы Херолинда Шали за сборную Албании | Матчи и голы Херолинда Шали за сборную Албании | Матчи и голы Херолинда Шали за сборную Албании | Матчи и голы Херолинда Шали за сборную Албании | Матчи и голы Херолинда Шали за сборную Албании | Матчи и голы Херолинда Шали за сборную Албании |
| №                                              | Дата                                           | Место проведения                               | Соперник                                       | Счёт                                           | Голы                                           | Соревнование                                   |
| ---------------------------------------------- | ---------------------------------------------- | ---------------------------------------------- | ---------------------------------------------- | ---------------------------------------------- | ---------------------------------------------- | ---------------------------------------------- |
| 1                                              | 14 ноября 2014                                 | Рут де Лорьян, Ренн                            | Франция                                        | 1:1                                            | —                                              | Товарищеский матч                              |
| 2                                              | 18 ноября 2014                                 | Луиджи Феррарис, Генуя                         | Италия                                         | 0:1                                            | —                                              | Товарищеский матч                              |
| 3                                              | 13 ноября 2015                                 | Городской стадион, Приштина                    | Косово                                         | 2:2                                            | —                                              | Товарищеский матч                              |
| 4                                              | 16 ноября 2015                                 | Кемаль Стафа, Тирана                           | Грузия                                         | 2:2                                            | —                                              | Товарищеский матч                              |
| 5                                              | 29 марта 2016                                  | Жози Бартель, Люксембург                       | Люксембург                                     | 2:0                                            | —                                              | Товарищеский матч                              |
| 6                                              | 29 мая 2016                                    | Профертил Арена, Хартберг                      | Катар                                          | 3:1                                            | —                                              | Товарищеский матч                              |

Итого: 6 матчей / 0 голов; eu-football.info.
| Матчи и голы Херолинда Шали за сборную Косова | Матчи и голы Херолинда Шали за сборную Косова | Матчи и голы Херолинда Шали за сборную Косова | Матчи и голы Херолинда Шали за сборную Косова | Матчи и голы Херолинда Шали за сборную Косова | Матчи и голы Херолинда Шали за сборную Косова | Матчи и голы Херолинда Шали за сборную Косова |
| №                                             | Дата                                          | Место проведения                              | Соперник                                      | Счёт                                          | Голы                                          | Соревнование                                  |
| --------------------------------------------- | --------------------------------------------- | --------------------------------------------- | --------------------------------------------- | --------------------------------------------- | --------------------------------------------- | --------------------------------------------- |
| 1                                             | 6 октября 2016                                | Лоро Боричи, Шкодер                           | Хорватия                                      | 0:6                                           | —                                             | Квалификация ЧМ 2018                          |
| 2                                             | 9 октября 2016                                | Стадион Краковии, Краков                      | Украина                                       | 0:3                                           | —                                             | Квалификация ЧМ 2018                          |
| 3                                             | 12 ноября 2016                                | Анталья Арена, Анталья                        | Турция                                        | 0:2                                           | —                                             | Квалификация ЧМ 2018                          |
| 4                                             | 24 марта 2017                                 | Лоро Боричи, Шкодер                           | Исландия                                      | 1:2                                           | —                                             | Квалификация ЧМ 2018                          |
| 5                                             | 24 марта 2018                                 | Жан Роллан, Франконвиль                       | Мадагаскар                                    | 1:0                                           | —                                             | Товарищеский матч                             |
| 6                                             | 27 марта 2018                                 | Жан Роллан, Франконвиль                       | Буркина-Фасо                                  | 2:0                                           | —                                             | Товарищеский матч                             |
| 7                                             | 29 мая 2018                                   | Летцигрунд, Цюрих                             | Албания                                       | 3:0                                           | —                                             | Товарищеский матч                             |

Итого: 7 матчей / 0 голов; eu-football.info.